# Juan Rodríguez (Sonora)
Juan Rodríguez es un ejido del municipio de Empalme ubicado en el sur del estado mexicano de Sonora. Según los datos del Censo de Población y Vivienda realizado en 2020 por el Instituto Nacional de Estadística y Geografía (INEGI), Juan Rodríguez tiene un total de 551 habitantes.

## Geografía
Juan Rodríguez se sitúa en las coordenadas geográficas 28°00'32" de latitud norte y 110°35'27" de longitud oeste del meridiano de Greenwich, a una elevación de 39 metros sobre el nivel del mar.